# Itaipava Arena Fonte Nova
El Casa de Apostas Arena Fonte Nova, también conocido como Complexo Esportivo Cultural Profesor Octávio Mangabeira, es un estadio de fútbol en la ciudad  brasileña de  Salvador, de propiedad del gobierno del estado de Bahía y que es utilizado por el Bahia y en ocasiones por el Vitória. El estadio tiene una capacidad máxima de 51 000 personas. Este estadio fue construido en el lugar del antiguo Estadio Fonte Nova.

## Eventos más importantes

### Copa FIFA Confederaciones 2013
>El estadio fue una de las 6 sedes elegidas para la Copa FIFA Confederaciones 2013
| Fecha               | Selección #1 | Resultado        | Selección #2 | Ronda                 | Espectadores |
| ------------------- | ------------ | ---------------- | ------------ | --------------------- | ------------ |
| 20 de junio de 2013 | Nigeria      | 1 - 2            | Uruguay      | Primera fase, Grupo B | 26 769       |
| 22 de junio de 2013 | Italia       | 2 - 4            | Brasil       | Primera fase, Grupo A | 48 874       |
| 30 de junio de 2013 | Uruguay      | 2 - 2 (2–3 pen.) | Italia       | Tercer lugar          | 43 382       |

### Copa Mundial de Fútbol de 2014
>El estadio fue una de las 12 sedes escogidas para la Copa Mundial de Fútbol de 2014..
| Fecha               | Selección #1         | Resultado        | Selección #2   | Ronda                 | Espectadores |
| ------------------- | -------------------- | ---------------- | -------------- | --------------------- | ------------ |
| 13 de junio de 2014 | España               | 1 - 5            | Países Bajos   | Primera fase, Grupo B | 48 173       |
| 16 de junio de 2014 | Alemania             | 4 - 0            | Portugal       | Primera fase, Grupo G | 51 081       |
| 20 de junio de 2014 | Suiza                | 2 - 5            | Francia        | Primera fase, Grupo E | 51 003       |
| 25 de junio de 2014 | Bosnia y Herzegovina | 3 - 1            | Irán           | Primera fase, Grupo F | 48 011       |
| 1 de julio de 2014  | Bélgica              | 2 - 1            | Estados Unidos | Octavos de final      | 51 227       |
| 5 de julio de 2014  | Países Bajos         | 0 - 0 (4-3 pen.) | Costa Rica     | Cuartos de final      | 51 179       |

### Juegos Olímpicos de 2016
>El Estadio Mineirão albergó 10 partidos del torneo olímpico de fútbol en los Juegos Olímpicos de Río de Janeiro 2016.
Torneo masculino
| Fecha                | Selección #1 | Resultado | Selección #2  | Ronda                 | Espectadores |
| -------------------- | ------------ | --------- | ------------- | --------------------- | ------------ |
| 4 de agosto de 2016  | México       | 2 - 2     | Alemania      | Primera fase, Grupo C | 16 500       |
| 4 de agosto de 2016  | Fiyi         | 0 - 8     | Corea del Sur | Primera fase, Grupo C | 16 500       |
| 7 de agosto de 2016  | Fiyi         | 1 - 5     | México        | Primera fase, Grupo C | 11 200       |
| 7 de agosto de 2016  | Alemania     | 3 - 3     | Corea del Sur | Primera fase, Grupo C | 17 250       |
| 10 de agosto de 2016 | Japón        | 1 - 0     | Suecia        | Primera fase, Grupo B | 17 800       |
| 10 de agosto de 2016 | Dinamarca    | 0 - 4     | Brasil        | Primera fase, Grupo A | 41 000       |
| 13 de agosto de 2016 | Nigeria      | 2 - 0     | Dinamarca     | Cuartos de final      | 30 300       |

Torneo femenino
| Fecha                | Selección #1  | Resultado | Selección #2 | Ronda                 | Espectadores |
| -------------------- | ------------- | --------- | ------------ | --------------------- | ------------ |
| 9 de agosto de 2016  | Australia     | 6 - 1     | Zimbabue     | Primera fase, Grupo B | 5100         |
| 9 de agosto de 2016  | Nueva Zelanda | 0 - 3     | Francia      | Primera fase, Grupo C | 7500         |
| 12 de agosto de 2016 | China         | 0 - 1     | Alemania     | Cuartos de final      | 9660         |

### Copa América 2019
>El estadio albergó 5 partidos de la Copa América 2019.
| Fecha               | Selección #1 | Resultado        | Selección #2 | Ronda                 | Espectadores |
| ------------------- | ------------ | ---------------- | ------------ | --------------------- | ------------ |
| 15 de junio de 2019 | Argentina    | 0 - 2            | Colombia     | Primera fase, Grupo B | 35 572       |
| 18 de junio de 2019 | Brasil       | 0 - 0            | Venezuela    | Primera fase, Grupo A | 42 587       |
| 21 de junio de 2019 | Ecuador      | 1 - 2            | Chile        | Primera fase, Grupo C | 14 727       |
| 23 de junio de 2019 | Colombia     | 1 - 0            | Paraguay     | Primera fase, Grupo B | 13 903       |
| 29 de junio de 2019 | Uruguay      | 0 - 0 (4-5 pen.) | Perú         | Cuartos de final      | 21 180       |

## Galería

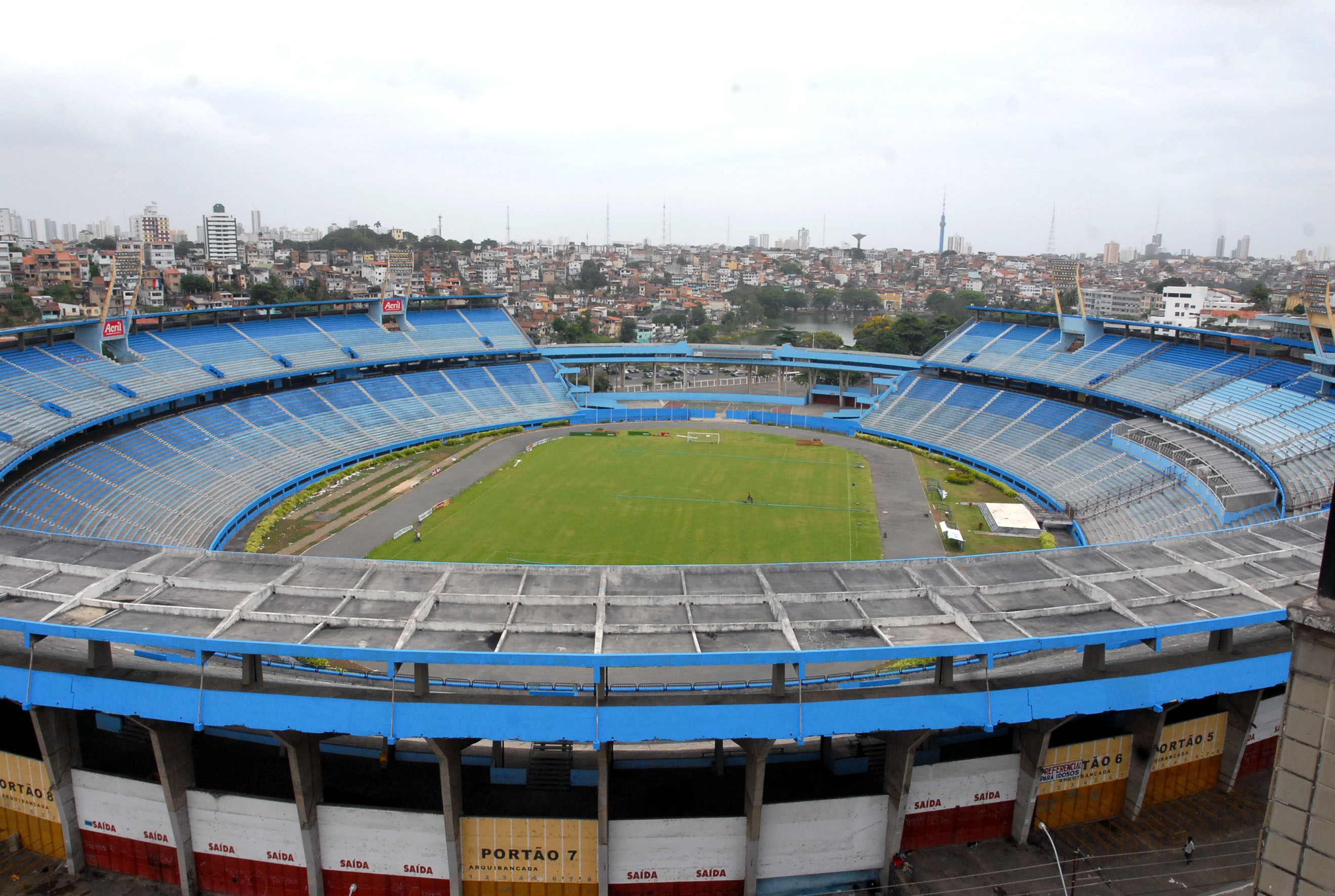
Anterior estadio sede de la Copa América 1989, demolido en agosto de 2010.
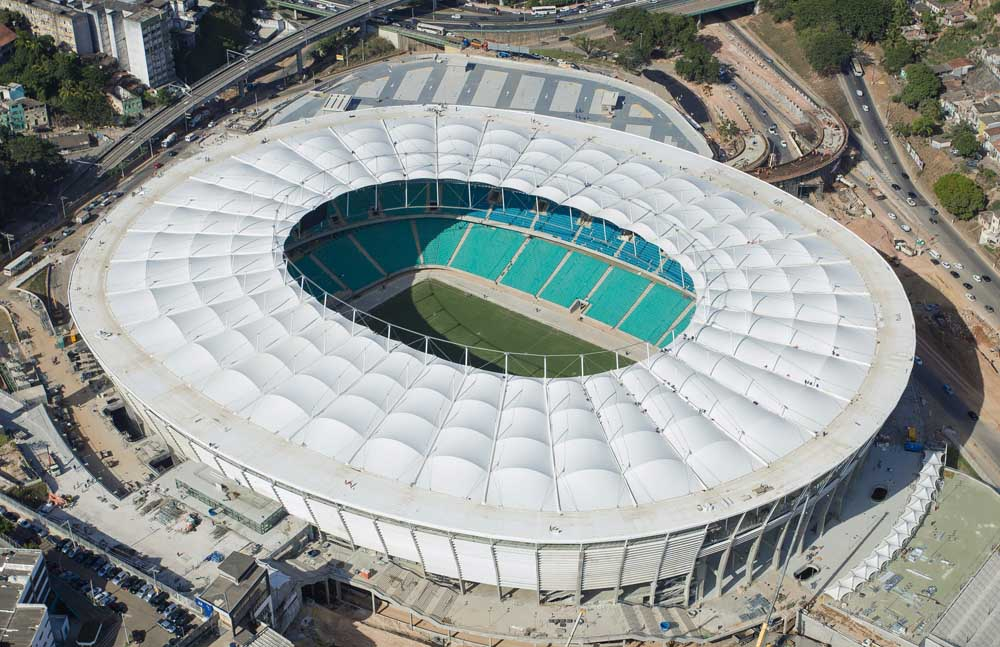
Exterior del nuevo estadio.
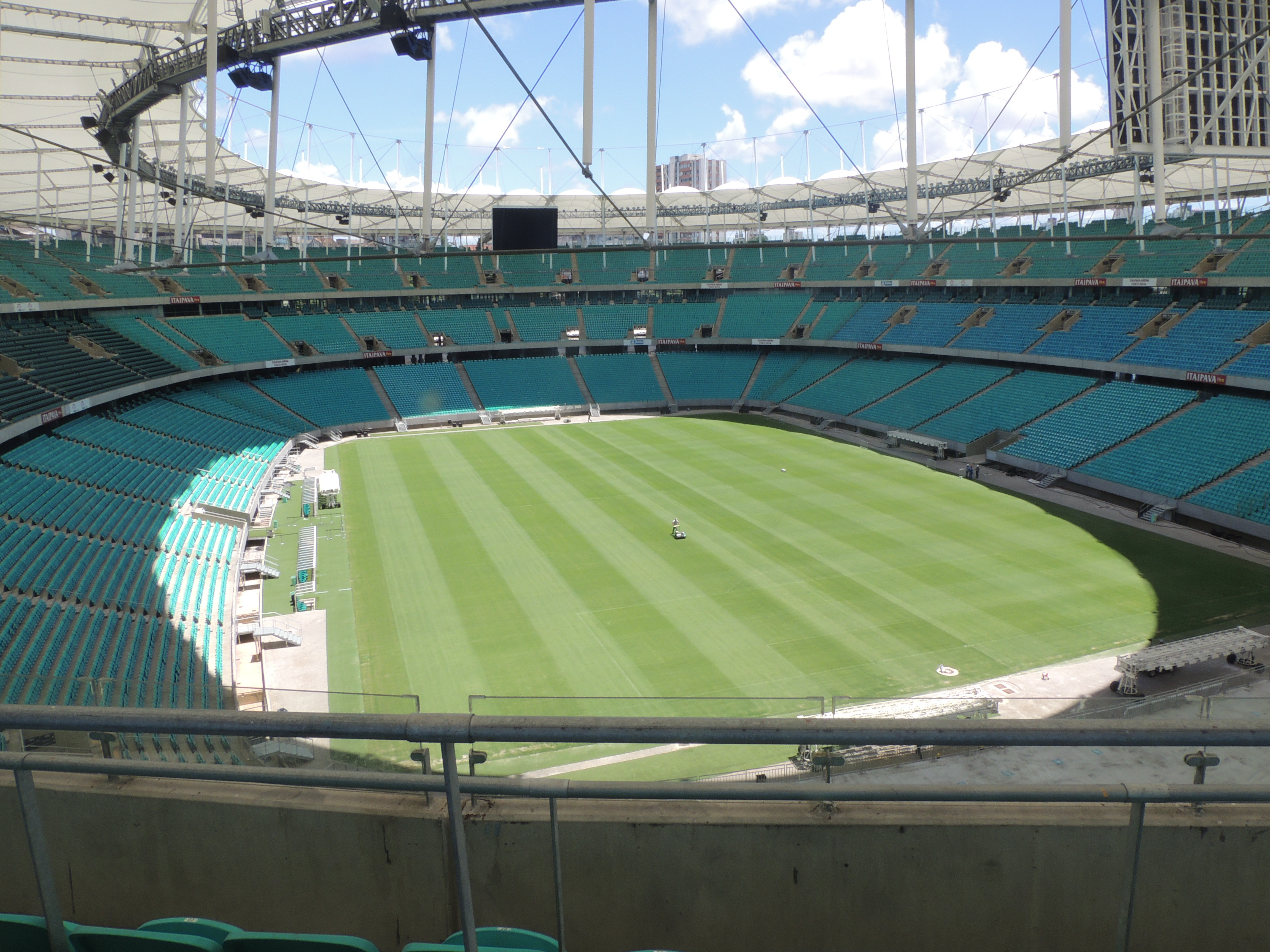
Interior del nuevo estadio.
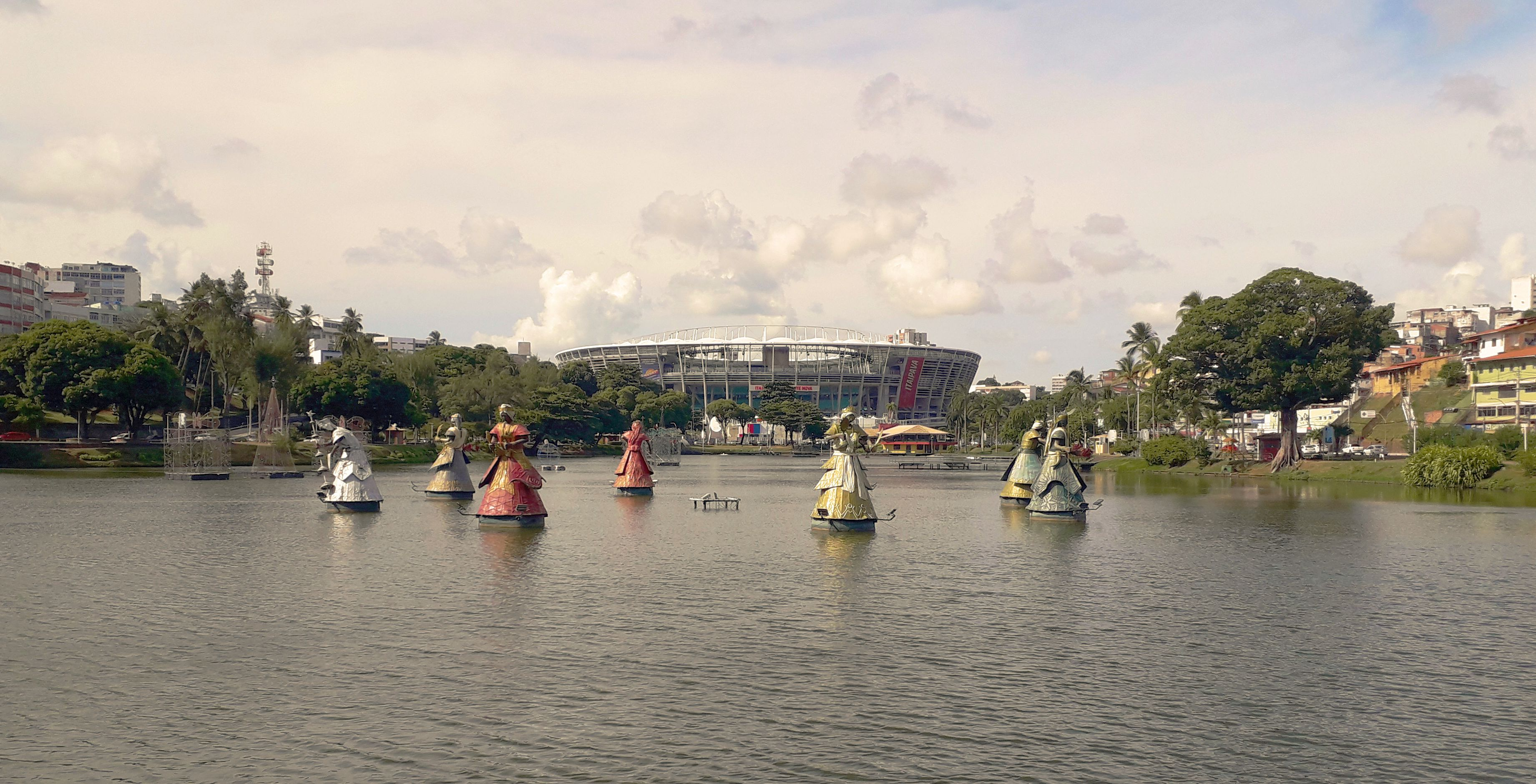
Vista desde el Dique Tororó.